# Licuan-Baay
Licuan-Baay (Bayan ng Licuan-Baay, Abra) är en kommun i Filippinerna. Kommunen ligger på ön Luzon, och tillhör provinsen Abra. Folkmängden uppgår till 3 990 invånare.
Licuan-Baay är indelat i 11 barangayer.